# Pyrausta euergestalis
Pyrausta euergestalis là một loài bướm đêm trong họ Crambidae.